# Nikolái Miaskovski
Nikolái Yákovlevich Miaskovski (Никола́й Я́ковлевич Мяско́вский, en ruso; Novogueórguiyevsk, Zarato de Polonia, 20 de abril de 1881 — Moscú, 8 de agosto de 1950) fue un compositor ruso que vivió durante el período soviético.

## Biografía

### Años de formación

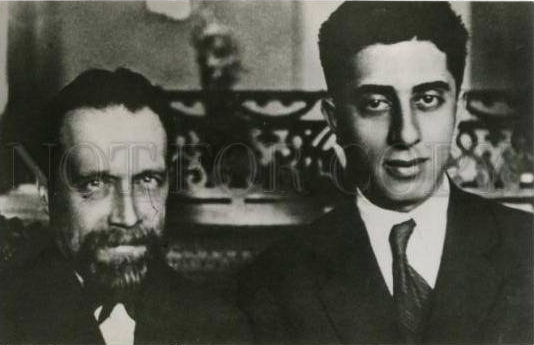
Miaskovski y Aram Jachaturián en los años treinta.

Nacido en una fortaleza rusa en suelo polaco, Miaskovski se trasladó de niño con su familia a Kazán, donde quedó huérfano de madre a los nueve años de edad. Dos años después comenzó una estricta formación militar que se prolongaría durante década y media. Es durante esta época cuando comienza a componer, realizando entre 1896 y 1900 una serie de conjuntos de Preludios para piano. Dos años después comienza a estudiar con Reinhold Glière aprovechando un traslado a Moscú en un destacamento militar. Pronto se distancia de la vida militar, acabando por renunciar en 1906 al Ejército en favor del Conservatorio de San Petersburgo.
El Conservatorio se hallaba en reconstitución después de los hechos turbulentos de 1904-1905, durante el cual Nikolái Rimski-Kórsakov fue despedido por su condena de la masacre del Domingo Sangriento y el resto del profesorado dimitió en muestra de solidaridad. No obstante, Miaskovski acudió a las clases de Anatoli Liádov y el propio Rimski-Kórsakov. En la clase de Contrapunto de aquel conocería a Serguéi Prokófiev, del cual sería amigo durante el resto de su vida. A Miaskovski le era más afín la escolástica del Conservatorio que a su joven compañero, echando raíces pronto en la tradición musical rusa, que desde el comienzo asimiló con una perspectiva muy personal, como demuestra la Sinfonía n.º1 (1908).
Miaskovski comenzó a gozar de proyección en las salas de conciertos mientras trabajaba en esta primera incursión sinfónica con el estreno de sus 18 Romanzas sobre textos de Zinaída Guippius op. 4 en el marco de las Tardes de nueva música de San Petersburgo, en las que se estrenaron algunas de las tentativas compositivas más audaces de los jóvenes Prokófiev e Stravinski.

### Primera Guerra Mundial y Revolución
La labor compositiva de Miaskovski se interrumpió al estallar la Primera Guerra Mundial, cuando en 1917 se pasaría a las filas del Ejército Rojo aun cuando no estaba comprometido con el comunismo. Fue la honda impresión que le causó el horror (que reflejó en sus Sinfonías cuarta y quinta) de la guerra lo que le impelió a tomar esta decisión. Sin embargo, se vio implicado a continuación en la Guerra Civil hasta el fin de la contienda, que implicara el asentamiento del poder soviético.

### Docencia, reconocimiento, condena y muerte
En 1921 el compositor fue invitado por el Conservatorio de Moscú como catedrático. Eso le permitía encabezar la escuela soviética de compositores jugando un papel importante en la estabilización de la vida musical.
En 1923 Miaskovski compuso su Sexta sinfonía dedicándola a su padre quien había sido fusilado durante la guerra civil rusa en 1918 como enemigo de la Revolución de Octubre. El incidente ocurrió en una estación ferroviaria. Fue una terrible tragedia familiar. Nikolái Miaskovski ya había aceptado la invitación de servir en el Estado Mayor Naval del Ejército Rojo cuando recibió esa impactante noticia. A pesar de su colaboración con el partido comunista, Miaskovski guardó las buenas memorias de su padre. Le dolió esa contradicción hasta su muerte. La Sexta sinfonía de Miaskovski es un reflejo de la tragedia del pueblo ruso, dividido por la guerra civil y la revolución. Entonces la sinfonía tuvo gran éхito. A Miaskovski incluso se le comparaba con Piotr Chaikovski.
En los años treinta el compositor empezó a componer la música menos complicada y más alegre (desde la Sinfonía n.º 11). No fue consecuencia de la opresión del régimen, como muchos piensan, pues ya aparece en sus cartas a Prokófiev la decisión de buscar una música más sencilla. Durante la década de 1930 el compositor trabajó según el concepto de realismo socialista. Ese concepto de arte fue impuesto porque correspondía al cual se consideraba interesante para el proletariado. Entonces Miaskovski intentaba alcanzar un punto de equilibrio sostenible y se veía obligado a practicar ese concepto sin renunciar a su personalidad compositiva. En 1932 Miaskovski compuso la sinfonía n.º 12 que fue dedicada a la colectivización. Algunos de los críticos modernos la consideran la peor de su obra. Entre las obras del período medio cabe destacar la lúgubre Sinfonía n.º 13 que está llena de ansia y tristeza. En su armoniosa estructura se sienten influencias de la Segunda Escuela de Viena y de Stravinski (del período temprano). Los críticos la consideran una excepción. Suponen que esta obra fue una implícita protesta en la cual se reflejaron la sensación de depresión provocada por la arbitrariedad de las autoridades totalitaristas y falta de posibilidad de crear según su propia voluntad. El compositor la presentó en un concierto privado, situación semejante a la de la 4.ª sinfonía de Shostakóvich.
También cabe mencionar la dramática sinfonía n.º 16 y la gran sinfonía n.º 17 llena de optimismo. La primera fue dedicada a la aviación soviética. Su dramatismo fue inspirado por la catástrofe del avión Maxsim Gorky, la que había ocurrido en mayo de 1935. La segunda fue dedicada a su amigo, director de la orquesta Aleksandr Gauk. A pesar de ciertos éxitos Miaskovski compuso, también, unas sinfonías que fracasaron. Tales fueron las sinfonías n.º 14 ,18 y 19. Estas obras se caracterizan por la ideología comunista, las melodías de bailes y por el primitivismo. Pero precisamente ellas correspondían al concepto de realismo socialista.
En 1940 Miaskovski compuso la Sinfonía n.º 21 en la cual él expresó sus reflexiones sobre los trágicos acontecimientos de 1917-1940 y su sincera fe en el socialismo. La sinfonía tiene la estructura politonal, la polifonía transparente y la coda severa. Esa obra se destaca por un profundo carácter filosófico. La combinación de tonalidades claras y oscuras está hecha con gran maestría. Entonces esa obra recibió el reconocimiento mundial.
El comienzo de Gran Guerra Patria le obligó a trasladarse al Cáucaso en compañía de su amigo Prokófiev. Ahí Miaskovski compuso la Sinfonía n.º 22 dedicada a la lucha contra el fascismo. Durante esa época el compositor intentaba investigar el folclore de las regiones vecinas creando sinfonía n.º 23, la pequeña. Precisamente en aquel período el sintió por primera vez el empeoramiento de su estado de salud. En lo que concierne al estilo musical, en ese tiempo Miaskovski volvía al romanticismo clásico con la gran influencia del folclore ruso. Los ejemplos típicos fueron la sinfonía n.º 24 y el concierto para violoncelo y orquesta (1944).
Al regresar a Moscú él fue recibido con grandes honores. En 1946 Nikolái Miaskovski compuso la sinfonía n.º 25. Es un altísimo ejemplo del romanticismo tardío en el que logró la cumbre de la maestría polifónica y la belleza melódica.
Pero en 1948 le incluyeron en la lista de formalistas. La causa principal fue la sombría cantata El Kremlin por la Noche. La letra de la cantata fue escrita por el poeta ruso Vasíliev. En esta obra la imagen de Stalin fue presentada con atributos de un dictador oriental. Eso provocó represalias contra Miaskovski y sus colegas. Algunas sinfonías fueron criticadas por unas tonalidades sombrías y una polifonía complicada. Por ejemplo, la sinfonía n.º 25 fue caracterizada como «un disparate filosófico» cuyo espíritu era ajeno a la sociedad soviética y la clase obrera. Su sinfonía n.º 26 fue descrita como «sombría y anticuada». Miaskovski se negó a reconocer el decreto de la lucha contra formalismo al caracterizarlo como histérico lo que provocó el conflicto con el compositor Tijon Jrénnikov.
A finales de su vida Nikolái Miaskovski compuso su última sinfonía n.º 27 en la que expresó su inmenso amor a la Patria. El 8 de agosto de 1950 el compositor murió de cáncer. Le enterraron en el cementerio Novodévichi cerca de las tumbas de tales compositores como Prokófiev, Scriabin y Tanéiev.

## Estilo musical
La obra de Miaskovski se la puede dividir en tres períodos:
- El temprano, de 1908 a 1927. En ese período el compositor crea su estilo único combinando las tradiciones del tardío romanticismo clásico ruso de los Rimski-Kórsakov, Chaikovski con los elementos de modernismo (Serguéi Prokófiev, Ígor Stravinski) e impresionismo (Claude Debussy y Aleksandr Skriabin). Los mayores logros fueron las sinfonías n.º 3,5 y una gran sinfonía monumental la trágica n.º 6.
- El medio, de 1931 a 1940. Miaskovski cambia de estilo casi desistiendo de tonalidades sombrías y de influencias de modernismo. La nueva música correspondía a las exigencias de la concepción soviética del realismo socialista. Aquí escuchamos tonalidades claras, melodías de bailes, elementos de folclore de las etnias de la URSS. Eso debía expresar el carácter internacional. Las sinfonías n.º 11 - 20 se caracterizan por una estructura menos complicada y una concepción más positiva. Las sinfonías n.º 13 у 16 fueron excepciones en ese período.
- El tardío de 1940 a 1950. Miaskovski volvió al estilo de romanticismo clásico ruso. Las sinfonías se distinguen por una estructura politonal, una polifonía transparente e imágenes de la naturaleza rusa. Miaskovski llega a las cimas melódicas y a la gran maestría polifónica.

## Catálogo de obras
| Año        | Opus        | Obra | Tipo de obra                  | Duración |
| ---------- | ----------- | --- | ----------------------------- | -------- |
| 1908       | Opus 3      | Sinfonía n.º 1 | Música orquestal (sinfonía)   |          |
| 1909-10    | Opus 09     | Silence, poema sinfónico según un poema de Edgar Allan Poe                                                             | Música orquestal              |          |
| 1909       | Opus 09A    | Overture en Sol mayor, para orquesta sinfónica                                                                         | Música orquestal              |          |
| 1910-11    | Opus 10     | Sinfonietta en La mayor                                                                                                | Música orquestal (sinfonieta) |          |
| 1910-11    | Opus 11     | Sinfonía n.º 2 | Música orquestal (sinfonía)   |          |
| 1912-13    | Opus 14     | Alastor, poema sinfónico según Shelley                                                                                 | Música orquestal              |          |
| 1914-1916  | Opus 15     | Sinfonía n.º 3 | Música orquestal (sinfonía)   |          |
| 1917       | Opus 17     | Sinfonía n.º 4 | Música orquestal (sinfonía)   |          |
| 1921       | Opus 18     | Sinfonía n.º 5 | Música orquestal (sinfonía)   |          |
| 1923       | Opus 23     | Sinfonía n.º 6 (revisada en 1948)                                                                                      | Música orquestal (sinfonía)   |          |
| 1922- 1925 | Opus 24     | Sinfonía n.º 7 | Música orquestal (sinfonía)   | 23'30"   |
| 1924-25    | Opus 26     | Sinfonía n.º 8 | Música orquestal (sinfonía)   | 52'      |
| 1926-27    | Opus 28     | Sinfonía n.º 9 | Música orquestal (sinfonía)   |          |
| 1926-27    | Opus 30     | Sinfonía n.º 10 | Música orquestal (sinfonía)   |          |
| 1929       | Opus 32.1   | Serenada, para pequeña orquesta sinfónica                                                                              | Música orquestal              |          |
| 1929       | Opus 32.2   | Sinfonietta en Si menor, para orquesta de cuerdas                                                                      | Música orquestal (sinfonieta) |          |
| 1929       | Opus 32.3   | Lyric Concertino, para flauta, clarinete, tuba, fagot, arpa y orquesta de cuerdas                                      | Música orquestal              |          |
| 1930       | Opus 31C    | Two Military Marches para orquesta de vientos                                                                          | Música orquestal              |          |
| 1931       | Opus 34     | Sinfonía n.º 11 | Música orquestal (sinfonía)   |          |
| 1934       | Opus 31I    | Preludio y Fuguetta on the name Saradshev, para orquesta sinfónica                                                     | Música orquestal              |          |
| 1931-32    | Opus 35     | Sinfonía n.º 12, koIkhozienne                                                                                          | Música orquestal (sinfonía)   |          |
| 1933       | Opus 36     | Sinfonía n.º 13 | Música orquestal (sinfonía)   |          |
| 1933       | Opus 37     | Sinfonía n.º 14 | Música orquestal (sinfonía)   |          |
| 1933-34    | Opus 38     | Sinfonía n.º 15 | Música orquestal (sinfonía)   |          |
| 1935-36    | Opus 39     | Sinfonía n.º 16, "El Aviaciones"                                                                                       | Música orquestal (sinfonía)   |          |
| 1936-37    | Opus 41     | Sinfonía n.º 17 | Música orquestal (sinfonía)   |          |
| 1938       | Opus 42     | Sinfonía n.º 18 | Música orquestal (sinfonía)   |          |
| 1939       | Opus 46     | Sinfonía n.º 19 | Música orquestal (sinfonía)   |          |
| 1938       | Opus 44     | Concierto para violín                                                                                                  | Música orquestal (sinfonía)   |          |
| 1939       | Opus 46A    | Two Pieces, para orquesta de cuerdas                                                                                   | Música orquestal              |          |
| 1939       | Opus 48     | Greetingsoverture en Do mayor                                                                                          | Música orquestal              |          |
| 1940       | Opus 50     | Sinfonía n.º 20 | Música orquestal (sinfonía)   |          |
| 1940       | Opus 51     | Sinfonía n.º 21 [Encargo de la Sinfónica de Chicago]                                                                   | Música orquestal (sinfonía)   |          |
| 1941       | Opus 53     | Two Marches, para orquesta de vientos                                                                                  | Música orquestal              |          |
| 1941       | Opus 54     | Sinfonía n.º 22, Sinfonía-Balada                                                                                       | Música orquestal (sinfonía)   |          |
| 1941       | Opus 56     | Sinfonía n.º 23, Simfonia - suita                                                                                      | Música orquestal ( sinfonía)  |          |
| 1942       | Opus 60     | Dramatic Overture en Sol menor, para orquesta de viento                                                                | Música orquestal              |          |
| 1943       | Opus 63     | Sinfonía n.º 24 | Música orquestal (sinfonía)   |          |
| 1944-45    | Opus 65     | Links of a chain, seis sketches para orquesta sinfónica                                                                | Música orquestal              |          |
| 1944       | Opus 66     | Concierto para violoncello y orquesta                                                                                  | Música orquestal              |          |
| 1945-46    | Opus 68     | Sinfonietta no. 2 en La menor, para orquesta de cuerdas                                                                | Música orquestal              |          |
| 1946       | Opus 69     | Sinfonía n.º 25 | Música orquestal (sinfonía)   |          |
| 1946       | Opus 71     | Slavonic Rhapsody, en Re menor para orquesta sinfónica (Overture-Fantasy on Old-Slavonic 16th Century Themes)          | Música orquestal              |          |
| 1947       | Opus 76     | Pathetic Overture | Música orquestal              |          |
| 1947       | Opus 79     | Sinfonía n.º 26 | Música orquestal (sinfonía)   |          |
| 1948       | Opus 80     | Divertimento, en E flat major para orquesta sinfónica                                                                  | Música orquestal              |          |
| 1949       | Opus 85     | Sinfonía n.º 27 | Música orquestal (sinfonía)   |          |
| 1949       | Opus posth. | Concierto para piano (op. Posth.)                                                                                      | Música orquestal              |          |
| 1904       | Opus 00I    | Silence, Romance para voz y piano (No publicada) (Melshin)                                                             | Música vocal (piano)          |          |
| 1905       | Opus 00L    | 2 Romances para voz y piano (sobre textos de Apolón Máikov y Shakespeare)                                              | Música vocal (piano)          |          |
| 1907       | Opus 01     | Razmyshléniya [Reflexiones], siete poemas según Y. Baratynski para voz y piano                                         | Música vocal (piano)          |          |
| 1903-06    | Opus 02     | Iz yúnosheskij let [Los días de la juventud], 12 romances para voz y piano (Konstantín Balmont)                        | Música vocal (piano)          |          |
| 1904-08    | Opus 04     | Na grani [On the Border], eightteen romances para medium y bajo voces y piano (Zinaída Guippius)                       | Música vocal (piano)          |          |
| 1905-08    | Opus 05     | Unseen, three pieces para voz y piano (Sinaida Gippius)                                                                | Música vocal (piano)          |          |
| 1908-09    | Opus 07     | Madrigal, suite de cinco piezas para voz y piano (Konstantín Balmont)                                                  | Música vocal (piano)          |          |
| 1908       | Opus 08     | 3 nabroska [Tres Sketches] para voz y piano (Viacheslav Ivánov)                                                        | Música vocal (piano)          |          |
| 1908       | Opus 08A    | 2 Romances para voz y piano (No publicada) (Ivánov y Fet)                                                              | Música vocal (piano)          |          |
| 1909       | Opus 08B    | Sonnet de Michelangelo para voz y piano (Revisada en 1950) (Fiódor Tiútchev, trad. al ruso)                            | Música vocal (piano)          |          |
| 1909       | Opus 08D    | Feather-Grass, para coro a cappella (No publicada) (Balmont)                                                           | Música coral                  |          |
| 1913-14    | Opus 16     | Predchústviya [Premoniciones], six sketches para voz y piano (Sinaida Gippius)                                         | Música vocal (piano)          |          |
| 1921       | Opus 20     | 6 stijotvoreniy [Seis Poemas] para voz y piano (Aleksandr Blok)                                                        | Música vocal (piano)          |          |
| 1922       | Opus 21     | Na sklone dnyá [At the Close of the Day], tres sketches para voz y piano (F.Tiútchev)                                  | Música vocal (piano)          |          |
| 1925       | Opus 22     | Venok poblyokshiy [Faded Garland], ocho piezas para voz y piano (A. Delwig)                                            | Música vocal (piano)          |          |
| 1930       | Opus 31B    | Song at the bench, para voz y piano (Bezymenski)                                                                       | Música vocal (piano)          |          |
| 1932       | Opus 31 D   | Three Marching Songs, para coro y piano (Aséiev, Frenkel y Stróganov)                                                  | Música coral (piano)          |          |
| 1932       | Opus 31 E   | Canción de Lenin, para coro y piano (A. Surkov)                                                                        | Música coral (piano)          |          |
| 1932       | Opus 31 F   | Canción de Karl Marx, para coro y piano (S. Kirsánov)                                                                  | Música coral (piano)          |          |
| 1932       | Opus 31 G   | Three Soldiers and Komsomol-Songs, para coro y piano (V. Vínnikov, S. Ostrovóy y A. Surkov)                            | Música coral (piano)          |          |
| 1934       | Opus 31H    | Gloria a nuestros pilotos soviéticos, , para coro a cappella arreglos para cuatro voces (A. Surkov)                    | Música coral                  |          |
| 1935-36    | Opus 40     | 12 románsov [Doce Romances] para voz y piano (Mijaíl Lérmontov)                                                        | Música vocal (piano)          |          |
| 1936       | Opus 40C    | Life Has Become Easier, canción para voz y piano (V. Lébedev-Kumach)                                                   | Música vocal (piano)          |          |
| 1936       | Opus 40D    | To Romain Rolland, canción para voz y piano (K. Lakuti)                                                                | Música vocal (piano)          |          |
| 1939       | Opus 45     | 3 nabroska [Tres Sketches] para voz y piano (S. Shchipachov y L. Kvitkó)                                               | Música vocal (piano)          |          |
| 1939       | Opus 48A    | 3 pesni polyárnikov [3 canciones de los exploradores del Ártico] (hay 2 versiones de la n.º 2)                         | M. Svetlov y J. Zelvenski)    |          |
| 1940       | Opus 52     | Iz líriki Stepana Shchipachova [Ten Romances] para voz y piano (Stepán Shchipachov)                                    | Música vocal (piano)          |          |
| 1941       | Opus 53A    | Young Fighter, para voz y piano (M. Svetlov)                                                                           | Música vocal (piano)          |          |
| 1941       | Opus 53C    | Marching Song, para coro de hombres a capela (M. Isakovski)                                                            | Música coral                  |          |
| 1941       | Opus 53D    | Fighting Orders, canción para voz, coro y piano (V. Vínnikov)                                                          | Música coral (piano)          |          |
| 1942-43    | Opus 61     | Kírov s nami [Kírov está con nosotros], cantata para mezzosoprano, barítono, coro y orquesta                           | N. Tíjonov                    |          |
| 1946       | Opus 72     | Tetrad' líriki [Libro lírico], seis romances para soprano y piano (Mira Mendelson y Robert Burns)                      | Música vocal (piano)          |          |
| 1946       | Opus 72A    | Design for a national hymn of the RSFSR, para coro y orchestra                                                         | Música coral (orquesta)       |          |
| 1946       | Opus 72B    | Design for a national hymn of the RSFSR, para coro y piano                                                             | Música coral (piano)          |          |
| 1947       | Opus 75     | Kreml' noch'yu [El Kremlin por la noche], cantata para tenor o soprano, coro y orquesta (S. Wassiljev)                 | Música coral (orquesta)       |          |
| 1901-36    | Opus 87     | Za mnógiye gody [Desde muchos años], colección de romances y canciones (rev. 1950) (varios autores)                    | Música vocal (piano)          |          |
| 1907       | Opus 0Q     | String Quartet en Fa mayor (inédita)                                                                                   | Música de cámara (cuarteto)   |          |
| 1911       | Opus 12     | Sonata para violonchelo y piano n.º 1 (rev. 1945)                                                                      | Música de cámara              |          |
| 1930       | Opus 31A    | Yellowed Leaves, transcripción para trompeta y piano                                                                   | Música de cámara              |          |
| 1930       | Opus 33.1   | Cuarteto de cuerda n.º 01                                                                                              | Música de cámara (cuarteto)   |          |
| 1930       | Opus 33.2   | Cuarteto de cuerda n.º 02                                                                                              | Música de cámara (cuarteto)   |          |
| 1910       | Opus 33.3   | Cuarteto de cuerda n.º 03                                                                                              | Música de cámara (cuarteto)   |          |
| 1909       | Opus 33.4   | Cuarteto de cuerda n.º 04                                                                                              | Música de cámara (cuarteto)   |          |
| 1938-39    | Opus 47     | Cuarteto de cuerda n.º 05                                                                                              | Música de cámara (cuarteto)   |          |
| 1939-40    | Opus 49     | Cuarteto de cuerda n.º 06                                                                                              | Música de cámara (cuarteto)   |          |
| 1941       | Opus 55     | Cuarteto de cuerda n.º 07                                                                                              | Música de cámara (cuarteto)   |          |
| 1942       | Opus 59     | Cuarteto de cuerda n.º 08                                                                                              | Música de cámara (cuarteto)   |          |
| 1943       | Opus 62     | Cuarteto de cuerda n.º 09                                                                                              | Música de cámara (cuarteto)   |          |
| 1945       | Opus 67.1   | Cuarteto de cuerda n.º 10 (After Ancient Sketches)                                                                     | Música de cámara (cuarteto)   |          |
| 1945       | Opus 67.2   | Cuarteto de cuerda n.º 11, Reminiscences                                                                               | Música de cámara)             |          |
| 1947       | Opus 70     | Sonata para violin y piano                                                                                             | Música de cámara              |          |
| 1947       | Opus 77     | Cuarteto de cuerda n.º 12                                                                                              | Música de cámara (cuarteto)   |          |
| 1948-49    | Opus 81     | Sonata para violonchelo y piano n.º 2                                                                                  | Música de cámara              |          |
| 1949       | Opus 86     | Cuarteto de cuerda n.º 13                                                                                              | Música de cámara (cuarteto)   |          |
| 1896-98    | Opus 00A    | 10 (o 12) Preludios para piano (No publicada).                                                                         | Música de piano (sonata)      |          |
| 1899       | Opus 00B    | 4 Preludios para piano (No publicada).                                                                                 | Música de piano               |          |
| 1900       | Opus 00C    | 2 Preludios para piano (No publicada).                                                                                 | Música de piano               |          |
| 1901       | Opus 00D    | Preludio in C sharp minor, para piano                                                                                  | Música de piano               |          |
| 1903       | Opus 00E    | Fantasy in F minor, para piano (No publicada).                                                                         | Música de piano               |          |
| 1903       | Opus 00F    | 2 Romances for voice and piano after texts by Pomjalovski and Tolstoi (No publicada).                                  | Música vocal (piano)          |          |
| 1904       | Opus 00G    | Idyll, para piano (No publicada).                                                                                      | Música de piano               |          |
| 1904       | Opus 00H    | 2 Fantasies, para piano (No publicada).                                                                                | Música de piano               |          |
| 1905       | Opus 00J    | Sonata para piano en E minor (No publicada).                                                                           | Música de piano (sonata)      |          |
| 1905       | Opus 00K    | Scherzando para piano (No publicada).                                                                                  | Música de piano               |          |
| 1906       | Opus 00M    | Frolics (Parte I), eight sketches, para piano (No publicada).                                                          | Música de piano               |          |
| 1907       | Opus 00N    | Frolics (Parte II), four sketches, para piano (No publicada).                                                          | Música de piano               |          |
| 1907       | Opus 00O    | Sonata para piano en Do menor en un movimiento (No publicada).                                                         | Música de piano               |          |
| 1907       | Opus 00P    | Sonata para piano en G major en un movimiento (No publicada; en 1909 se reconstruyó en una Overture de orquesta)       | Música de piano (sonata)      |          |
| 1907-09    | Opus 06     | Sonata para piano n.º 1                                                                                                | Música de piano (sonata)      |          |
| 1907       | Opus 06A    | Frolics (Part III), twelve sketches para piano.                                                                        | Música de piano               |          |
| 1907-08    | Opus 06B    | Frolics (Part IV), twelve sketches para piano.                                                                         | Música de piano               |          |
| 1907-08    | Opus 06C    | 26 Fugas para piano.                                                                                                   | Música de piano               |          |
| 1908       | Opus 06D    | Tres Piezas para piano (Incluida en Opus 43)                                                                           | Música de piano               |          |
| 1908       | Opus 08C    | Frolics (Part V), three sketches para piano.                                                                           | Música de piano               |          |
| 1909-12    | Opus 09B    | Frolics (Part VI), three sketches for piano                                                                            | Música de piano               |          |
| 1912       | Opus 13     | Sonata para piano n.º 2                                                                                                | Música de piano (sonata)      |          |
| 1917-19    | Opus 16A    | Frolics (Part VII), nineteen sketches para piano.                                                                      | Música de piano               |          |
| 1920       | Opus 19     | Sonata para piano n.º 3                                                                                                | Música de piano (sonata)      |          |
| 1917-22    | Opus 25     | Eccentricities, six sketches para piano.                                                                               | Música de piano               |          |
| 1924-25    | Opus 27     | Sonata para piano n.º 4                                                                                                | Música de piano (sonata)      |          |
| 1927       | Opus 29     | Reminiscences, seis piezas para piano.                                                                                 | Música de piano               |          |
| 1928       | Opus 31     | Hojas amarillas (Yellowed Leaves, seven bagatelles), para piano.                                                       | Música de piano               |          |
| 1938       | Opus 43.1   | 10 Piezas muy fáciles para piano.                                                                                      | Música de piano               |          |
| 1938       | Opus 43.2   | 4 Piezas fáciles polifónicas para piano.                                                                               | Música de piano               |          |
| 1938-39    | Opus 47A    | Scherzo from String Quartet no. 5, para piano.                                                                         | Música de piano               |          |
| 1942       | Opus 57     | Sonatina para piano en E minor.                                                                                        | Música de piano               |          |
| 1942       | Opus 58     | Song and Rhapsody (Prelude and Rondo-Sonata) in B flat minor, para piano.                                              | Música de piano               |          |
| 1944       | Opus 64.1   | Sonata para piano n.º 5 (After Ancient Sketches).                                                                      | Música de piano (sonata)      |          |
| 1944       | Opus 64.2   | Sonata para piano n.º 6, (After Ancient Sketches).                                                                     | Música de piano (sonata)      |          |
| 1946       | Opus 73     | Compositions, nine pieces in the form of ancient dances, para piano.                                                   | Música de piano               |          |
| 1947       | Opus 74     | From the past, seis improvisaciones para piano.                                                                        | Música de piano               |          |
| 1948       | Opus 78     | Polyphonic sketches, en dos movimientos, para piano.                                                                   | Música de piano               |          |
| 1949       | Opus 82     | Sonata para piano n.º 7                                                                                                | Música de piano (sonata)      |          |
| 1949       | Opus 83     | Sonata para piano n.º 8.                                                                                               | Música de piano (sonata)      |          |
| 1949       | Opus 84     | Sonata para piano n.º 9.                                                                                               | Música de piano (sonata)      |          |
| 1922       | Opus 21A    | Transcripción de C.P.E. Bach: Andante del Concerto para cuatro violines en Re, para flauta y piano.                    | Transcripción                 |          |
| 1925       | Opus 27.A   | Transcripción de Melkich: Aladina y Palomid (poema sinfónico) para dos piano a ocho manos.                             | Transcripción                 |          |
| 1926       | Opus 27.B   | Transcripción de Steinberg: Prinses Marlene (poema sinfónico) para dos piano a ocho manos. (No publicada)              | Transcripción                 |          |
| 1929       | Opus 32.A   | Transcripción de Prokófiev: Sinfonía n.º 3, para piano a cuatro manos. (No publicada)                                  | Transcripción                 |          |
| 1930       | Opus 32B    | Transcripción de Steinberg: Sinfonía n.º 3, para piano a cuatro manos.                                                 | Transcripción                 |          |
| 1931       | Opus 32C    | Transcripción de Mussorgski: Night on the Bare Mountain, para piano a cuatro manos. (No publicada)                     | Transcripción                 |          |
| 1934       | Opus 31J    | Transcripción de Prelude and Fuguetta on the name Saradshev, para piano a cuatro manos.                                | Transcripción                 |          |
| 1935       | Opus 40A    | Transcripción de Prokófiev: Autumn, opus 8 (poema sinfónico) para dos piano a ocho manos.                              | Transcripción                 |          |
| 1935       | Opus 40B    | Transcripción de Prokófiev: Egyptian Nights (poema sinfónico) para piano a cuatro manos.                               | Transcripción                 |          |
| 1941       | Opus 53B    | Transcripción de Prokófiev: The Year 1941 (poema sinfónico), para piano a cuatro manos.                                | Transcripción                 |          |
| 1944       | T10         | Transcripción de Aleksandr Borodín: Three Romances and Kavatina de la ópera El príncipe Ígor para cuarteto de cuerdas. | Transcripción                 |          |

## Referencia especial
- El contenido de este artículo repite parcialmente la información del correspondiente artículo en idioma ruso.